# Portachuelo Medio
Portachuelo Medio ist eine Ortschaft im Departamento Pando im Tiefland des südamerikanischen Andenstaates Bolivien.

## Lage im Nahraum
Portachuelo Medio liegt in der Provinz Madre de Dios und ist der drittgrößte Ort im Cantón Trinidad im Municipio Puerto Gonzales Moreno. Die Ortschaft liegt auf einer Höhe von 144 m am linken, westlichen Ufer eines Seitenarms des Río Beni, 70 Kilometer bevor der Fluss Riberalta erreicht und dort der Río Madre de Dios in den Río Beni mündet.

## Geographie
Portachuelo Medio liegt im bolivianischen Teil des Amazonasbeckens.
Die mittlere Durchschnittstemperatur der Region liegt bei 26 °C (siehe Klimadiagramm Riberalta) und schwankt nur unwesentlich zwischen rund 25 °C von April bis August und knapp 28 °C im Dezember. Der Jahresniederschlag beträgt etwa 1300 mm, bei einer ausgeprägten Trockenzeit von Juni bis August mit Monatsniederschlägen unter 20 mm, und einer Feuchtezeit von Dezember bis Januar mit über 200 mm Monatsniederschlag.

## Verkehrsnetz
Portachuelo Medio liegt 290 Kilometer Luftlinie und 507 Straßenkilometer östlich von Cobija, der Hauptstadt des Departamentos.
Von Cobija aus führt die 370 km lange Nationalstraße Ruta 13 nach Osten bis El Triangulo, von dort die Ruta 8 über 69 km nach Norden bis zur Stadt Riberalta am rechten Ufer des Río Beni gegenüber der Mündung des Río Madre de Dios. Von Riberalta aus führen dann zwei unbefestigte kurze Straßenstücke und eine Überquerung des Río Beni in westlicher Richtung über Las Piedras direkt nach Puerto Gonzalo Moreno. Von dort führt eine unbefestigte Piste zwischen dem Río Madre de Dios und dem Río Beni in südwestlicher Richtung nach Vista Alegre, der man 34 Kilometer nach Südwesten folgt und dann einer Nebenpiste in südöstlicher Richtung nach Portachuelo Medio und Portachuelo Bajo bis zum Río Beni folgt.

## Bevölkerung
Die Einwohnerzahl der Ortschaft ist in dem Jahrzehnt zwischen den beiden letzten Volkszählungen auf fast das Vierfache angestiegen:
| Jahr | Einwohner         | Quelle       |
| ---- | ----------------- | ------------ |
| 1992 | keine Detaildaten | Volkszählung |
| 2001 | 121               | Volkszählung |
| 2012 | 440               | Volkszählung |
| 2024 |                   | Volkszählung |